# Эвера, Стивен Ван
Стивен Уильям Ван Эвера (родился 10 ноября 1948 года) профессор политологии в Массачусетском технологическом институте, специализирующийся в области международных отношений. Его исследования включают в себя внешнюю и национальную политику в области безопасности США и причины предотвращения войны. Член Совета по международным отношениям

## Биография
Ван Эвера получил степень бакалавра в Гарвардском университете и докторскую степень в области политологии в Калифорнийском университете в Беркли. В 1980-х годах он был главным редактором журнала «Международная Безопасность».

Ван Эвера является автором «Причины войны: сила и корни конфликта» (Lawrence, 1999). Он также является редактором «Ядерная дипломатии и управления в кризисных ситуациях» (1990), «Советская военная политика» (1989), «Полемика звездных войн» (1986).

## Научная работа
Ван Эвера считается оборонительным реалистом, относится к структурному реализму.

### Теория Наступление-Оборона
В «причинах войны: сила и корни конфликта», Стивен предложил теорию Наступление-Оборона, которая пытается обнаружить, какие факторы повышают вероятность войны. Он выделяет три основные гипотезы:
1. Война будет более распространенной тогда когда завоевание легче, чем в другие периоды.
2. Государства, которые имеют или считают, что они имеют большие военные возможности или оборонительные уязвимости будут инициировать войну или же будут бороться больше, чем другие государства.
3. Реальные примеры истинных дисбалансов являются редкими и объясняют лишь незначительную часть истории. Однако, ошибочные представления этих факторов являются общими и, таким образом, объясняют всю историю.

Причины Первой Мировой войны обеспечили хороший пример теории Ван Эверы в действии. Хотя позиционная война, ядовитый газ, а также развитие пулеметной и авиационной поддержки означал, что оборонительные стратегии должны взять верх, много европейских стран находились под иллюзией того, что завоевание было легким или, что оно было ценным. Это заблуждение привело к длительному, кровавому конфликту. Недавнее обсуждение в теории международных отношений отзывает идею объяснения вспышки Первой Мировой войны с правонарушением обороны баланса.

## Рекомендации
1. ↑  Katalog der Deutschen Nationalbibliothek (нем.)
2. ↑  Council on Foreign Relations. Дата обращения: 13 марта 2017. Архивировано 19 апреля 2017 года.